# Abgedreht
Abgedreht (Originaltitel: Be Kind Rewind) ist eine Filmkomödie aus dem Jahr 2008. Regie führte Michel Gondry, der auch das Drehbuch schrieb.

## Handlung
Elroy Fletcher führt eine schlecht laufende Videothek in Passaic. Der Umsatz sinkt seit einigen Jahren – auch weil Fletcher ausschließlich VHS- und keine DVD-Filme anbietet. Hinzu kommt, dass die Gemeinde das Gebäude einschließlich seines kleinen Ladenlokals zu Gunsten von Eigentumswohnungen abreißen lassen will. Alternativ soll Fletcher das Gebäude sanieren, doch dazu fehlt ihm das nötige Geld.
Fletcher verreist in eine benachbarte Großstadt, um dort heimlich eine große Videothek auszuspionieren. Er will herausfinden, wie er sein Geschäft retten kann. Schweren Herzens verlässt er die Stadt und überlässt das Geschäft seinem ein wenig schusseligen Angestellten Mike. Als er schon im Zug sitzt und abreisen will, versucht er Mike in letzter Minute noch aufzutragen, seinem chaotischen Freund Jerry den Zutritt zur Videothek zu verbieten. Mike versteht jedoch nicht, was Fletcher von ihm will und lässt kurz darauf Jerry in die Videothek. Dieser will mit Mikes Hilfe das Elektrizitätswerk der Stadt sabotieren, da er es für seine Kopfschmerzen verantwortlich macht. Bei dem Versuch gerät er jedoch in einen Hochspannungsfunken, überlebt, ist aber seitdem elektromagnetisch aufgeladen. So löscht Jerry versehentlich alle VHS-Kassetten in Fletchers Laden. Um den Schaden zu begrenzen, beschließen die beiden daraufhin, selbstgedrehte Neuverfilmungen der verloren gegangenen Klassiker anzufertigen. Zuerst drehen sie den Film Ghostbusters – Die Geisterjäger, den die ältere Frau Falewicz, eine Bekannte Fletchers, ausleihen möchte. Auf die gleiche Weise produzieren sie für Kunden auch Rush Hour 2, Der König der Löwen und RoboCop. Die Verzögerungen erklären sie damit, dass die Bänder erst „geschwedet“ werden müssten. Mit diesem Verb beschreiben Jerry und Mike das Nachdrehen der Filme als spezielle und aufwendige Technik. Trotz oder vor allem aufgrund der trashigen Inszenierungen werden die Filme stark nachgefragt.
Die Videothek macht ungeachtet der DVD-Konkurrenz wieder gute Umsätze. Die Stadtbewohner wirken mittlerweile bei den Filmen als Statisten oder in Nebenrollen mit. Für sie ist es eine Ehre, an den laienhaften Produktionen teilzuhaben. Fletcher, der mittlerweile von seiner Reise zurückgekehrt ist, verfolgt die Aktivitäten ungläubig. Bei so viel Erfolg lässt die Filmindustrie jedoch nicht lange auf sich warten und klagt gegen die Anfertigung von inzwischen rund 200 nachgedrehten Filmen. Fletcher, Mike und Jerry wird von der Anwältin Lawson vorgeworfen, dass die von ihnen gedrehten Filme das Urheberrecht verletzen, und alle „geschwedeten“ Filme werden daraufhin von der Behörde beschlagnahmt und vernichtet.
Trotz anfänglicher Resignation verfilmen die Freunde daraufhin das fiktive Leben von Fats Waller, der in den Räumlichkeiten des heutigen Ladenlokals der Videothek geboren sein soll. Dies entspricht zwar nicht der Wahrheit, sondern entsprang Fletchers Phantasie und wurde Mike in dessen Kindheit als Gutenachtgeschichte erzählt. Somit fühlen sich beide dieser Geschichte stark verbunden und verfolgen ehrgeizig ihre filmische Umsetzung. Dabei wirken erneut Freunde und Bekannte der beiden mit. Dennoch kann Fletcher nicht genug Geld zusammenbringen, um seine Videothek zu erhalten. Das Ladenlokal soll geräumt und anschließend abgerissen werden. Die Freunde beenden die Filmaufnahmen und wollen ihren Film über Fats Waller, das bislang ambitionierteste Projekt, ihren Unterstützern in der letzten Nacht vor der Räumung vorführen. Da die Leinwand, auf die der Film projiziert wird, vor dem Schaufenster des Ladenlokals hängt, sehen nicht nur die in der Videothek befindlichen Gäste zu, sondern auf der Straße wird eine Vielzahl von Passanten von dem selbstproduzierten Film gut unterhalten.

## Hintergrund
Der Film wurde in New York City, Passaic, Hackensack und River Edge gedreht. Die Dreharbeiten begannen am 5. September 2006 und endeten im November 2006. Seine Produktionskosten betrugen rund 20 Millionen US-Dollar. Die Weltpremiere fand am 20. Januar 2008 auf dem Sundance Film Festival statt, bei der 58. Berlinale lief der Film am 16. Februar 2008 im Wettbewerb außer Konkurrenz. Die breite Veröffentlichung in den Kinos fand in den USA ab dem 22. Februar 2008 statt und in der Schweiz war der Film erstmals am 5. März 2008 zu sehen. In Deutschland startete der Film am 3. April 2008 in den Kinos, in Österreich erfolgte der Kinostart am 25. April 2008. Am Eröffnungswochenende spielte der Film in den USA über 4 Millionen US-Dollar ein, insgesamt kam er in den USA auf Einnahmen in Höhe von über 11,1 Millionen US-Dollar.
Der Film löste einen Trend zum „Schweden“ aus, also dem Nachdrehen bekannter Filme mit einfachsten Mitteln. Auf YouTube wurde dafür ein eigener Kanal eingerichtet.
Elizabeth Berkley ist in einem Cameo-Auftritt während des „Schwedens“ des Ghostbuster-Films in der Bibliothek zu sehen.
Die als Director’s Cut bezeichnete Fassung des Films ist gegenüber der Kinoversion rund 84 Sekunden länger und enthält drei zusätzliche Stellen.

## Filmmusik
Neben der Filmmusik von Jean-Michel Bernard, u. a. mit Duke Ellingtons Solitude, sind in dem Film auch einige Originalsongs von Fats Waller zu hören wie I Ain’t Got Nobody, das auch in der Version von Booker T. Jones zu hören ist, Your Feets Too Big und der Traditional Swing Low, Sweet Chariot, außerdem Nothing from Nothing von Billy Preston. Wallers bekanntester Song, Ain’t Misbehavin’ wird von Jack Black interpretiert.

## Kritik
Todd McCarthy schrieb in der Zeitschrift Variety vom 21. Januar 2008, der Film sei „bemerkenswert flüchtig“ und könne den Logikmangel der eigenen Prämisse nicht überwinden. Seine Inspiration sei genauso dürftig wie die Mätzchen der Hauptdarsteller lahm seien. Gondry tendiere ohne einen starken Co-Autor des Drehbuchs zu „albernen Marotten“ und zur Farce. Eine Videothek, die ausschließlich Magnetbänder habe, sei ein „totaler Anachronismus“.
Georg Seeßlen schrieb eine „geschwedete Filmkritik“ und fragte darin „Schon mal geschwedete Filme gesehen? Die beste Art von Remakes. Kann ich nur empfehlen. Kein Vergleich mit getürkten oder verdeutschten Filmen. Geschwedete Filme sind kürzer, schneller, lustiger und ärmer als die Originale.“
Das Lexikon des internationalen Films meinte: „Eine wunderbare Liebeserklärung ans Kino sowie auch an den Jazz, die durch Michel Gondrys Ideenreichtum und spielfreudige Darsteller dramaturgische Holprigkeiten schnell vergessen lässt, sich komödiantisch gegen Konformismus wendet sowie Kreativität und Solidarität feiert.“

## Auszeichnungen
Im Jahr 2008 wurde Mos Def beim Black Reel Award in der Kategorie bester Schauspieler nominiert.